# Giorgio Calcaterra
Giorgio Calcaterra (* 11. Februar 1972 in Rom, Italien) ist ein italienischer Langstrecken- und Ultramarathonläufer.

## Leben
Giorgio Calcaterra ist dreimaliger Welt- und Europameister im 100-km-Straßenlauf und damit einer der erfolgreichsten Athleten über diese Distanz. Seinen ersten Marathon lief er im Alter von 18 Jahren 1990 in Rom mit einer Zeit von 3:29 h. Im Jahr 2000 lief er 20 Marathons unter 2:20 h, womit er einen Weltrekord aufstellte. Seit September 1998 konnte er von mehr als 150 Marathons etwa 40 gewinnen, darunter außerhalb Italiens 2002 den Luxor-Marathon (EGY), 2003 den Helsinki-Marathon (FIN) und 2005 den Utrecht-Marathon (NLD). Giorgio Calcaterra, für seine häufigen Wettkampfteilnahmen bekannt, lebt in Rom und ist von Beruf Taxifahrer.  Mehrmals vertrat er das italienische Nationalteam bei Welt- und Europameisterschaften.
2008 drehten Michele Cinque, Lorenzo Guarnieri und Alessandro Leonardi den Dokumentarfilm „Top Runner“ über Giorgio Calcaterras Weg von seiner Kindheit bis zum Gewinn der 100-km-Straßenlauf-Weltmeisterschaften 2008 von Tuscania nach Tarquinia, die unweit seiner Heimatstadt Rom in der Region Tuszien ausgetragen wurden.
Bekannt wurde Giorgio Calcaterra zuletzt auch außerhalb Italiens durch seine Teilnahmen beim Wings for Life World Run, bei dem er dreimal hintereinander die italienische Wertung gewinnen konnte (2014/2015 Verona; 2016 Mailand). In Mailand gelang ihm schließlich bei der dritten Austragung dieses Wohltätigkeitslaufs mit neuer weltweiter Bestmarke von 88,44 km neben der nationalen Wertung auch der Gewinn der globalen Wertung. 2017, wieder in Mailand, erreichte er den zweiten Platz in der nationalen und den vierten Platz in der globalen Wertung.

## Persönliche Bestzeiten
- 5000 m: 14:35 min
- 10.000 m: 30:00 min, 2000
- Halbmarathon: 1:05:00 h, 19. März 2000, Ostia (ITA)
- Marathon: 2:13:15 h, 12. März 2000, Vigarano Mainarda (ITA)
- 100-km-Straßenlauf: 6:23:20 h, 12. April 2012, Seregno (ITA)

## Persönliche Erfolge
International
- Welt- und Europameister im 100-km-Straßenlauf 2008 (Tuscania–Tarquinia (ITA), 6:37:41 h), 2011 (Winschoten (NLD), 6:27:32 h), 2012 (Seregno (ITA), 6:23:20 h)
- 3./2. Platz 100-km-Straßenlauf Welt- und Europameisterschaften 2009, Torhout (BEL), 19.–20. Juni 2009, 6:42:05 h
- 3. Platz 100-km-Straßenlauf Welt- und Europameisterschaften 2015, Winschoten (NLD), 12. September, 6:36:49 h

National
- u. a. Italienischer Meister 50-km- und 100-km-Straßenlauf 2005
- 12-maliger Gewinner in Folge (2006–2017) 100-km-Lauf “Il Passatore” von Florenz nach Faenza (ITA), Bestzeit 6:25:47 h, 2011

Verschiedene Gewinne
- Wings for Life World Run, Mailand (ITA), 8. Mai 2016, 88,44 km (1. Platz globale Wertung)[5]
- Wings for Life World Run, Verona (ITA), 3. Mai 2015, 78,06 km (4. Platz globale Wertung)[6]
- Wings for Life World Run, Verona (ITA), 4. Mai 2014, 72,96 km (4. Platz globale Wertung)[7]
- Run Winschoten, (NLD), 10. September 2011, 100 km, 6:27:32 h
- Swiss Alpine Marathon, Davos (CHE), 29. Juli 2006, 78 km, 6:05:04 h
- Utrecht-Marathon, (NLD), 28. März 2005, 2:19:37 h
- Helsinki-Marathon, (FIN), 2. August 2003, 2:20:55 h
- Luxor-Marathon, (EGY), 2002, 2:22:37 h